# الدیلنگوا دو پدرازا
الدیلنگوا دو پدرازا (به اسپانیایی: Aldealengua de Pedraza) یک شهرستان در اسپانیا است که در سگبیا واقع شده‌است.